# Хокки-дзи
Хокки-дзи (яп. 法起寺) — буддийский храм в городе Икаруге префектуры Нара в Японии. Храм принадлежит школе Сётоку-сю почитателей принца Сётоку и подчинён Хорю-дзи.
Первоначально храм назывался Окамото-дэра (яп. 岡本寺) и Икэдзири-дэра (яп. 池後寺).
Храм посвящён бодхисаттве Гуаньинь (Авалокитешвара). Одиннадцатиголовая статуя Гуаньинь составляет основную ценность храма.

## История
Храм был построен через несколько десятков лет после смерти принца Сётоку. Считается что храм был построен на месте руин бывшего дворца, где принц Сётоку изучал Лотосовую сутру по завещанию принца. Храм был воздвигнут в 638 году. Раскопки обнаружили колонны и другие элементы дворцовых сооружений.
Первоначально в храме была установлена скульптура Майтреи.
В средние века храм пришёл в упадок и был восстановлен в 1678 году. Храм был передан школе сингон. В 1882 году он был вместе с храмом Хорю-дзи передан школе хоссо, а в 1950 году — школе Сётоку-сю, подшколе хоссо.

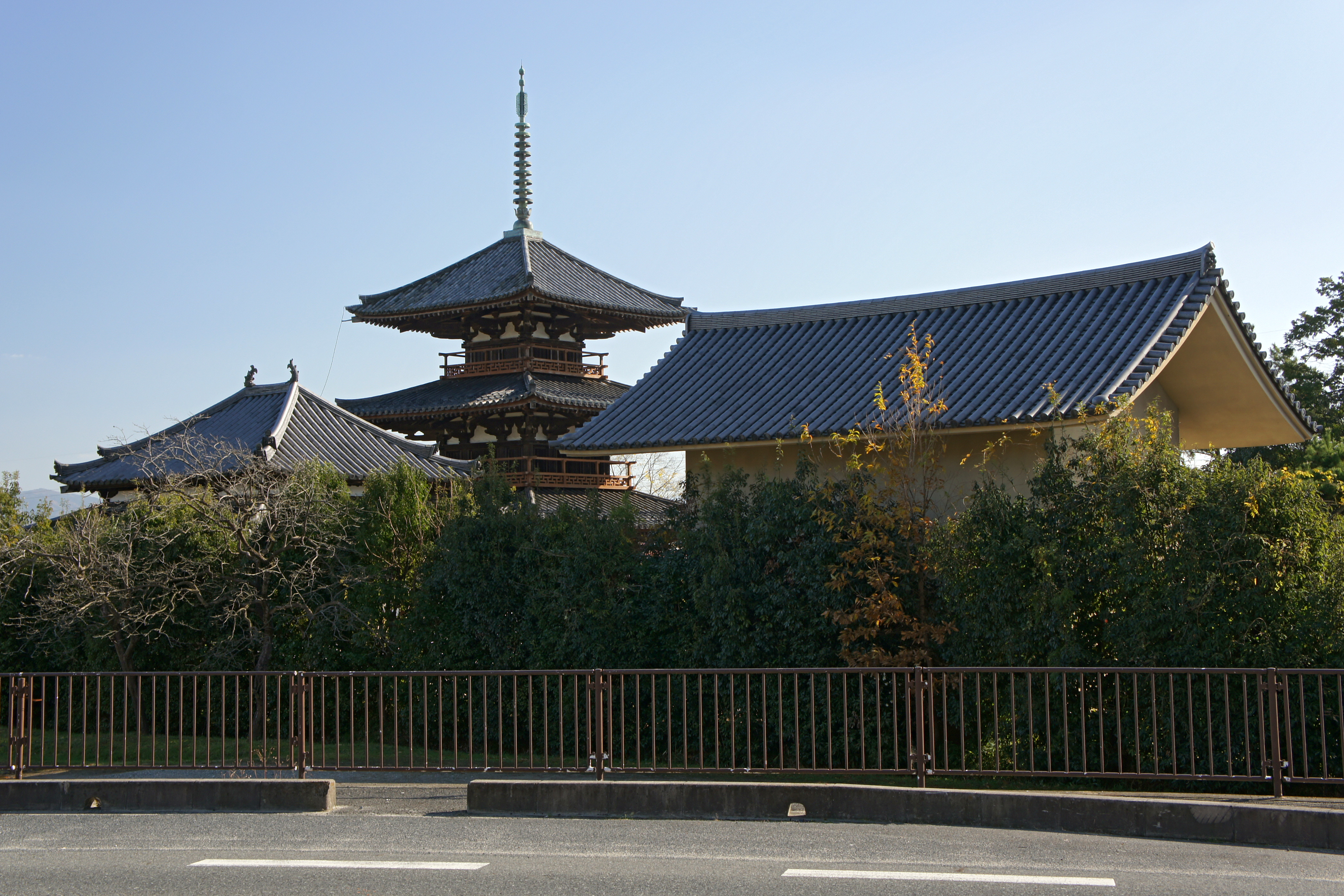
Пагода храма
В храме Хокки-дзи в Икаруге